# Zaorejas
Zaorejas es un municipio y localidad española de la provincia de Guadalajara, en la comunidad autónoma de Castilla-La Mancha. El término municipal, que cuenta con una población de 115 habitantes (INE 2024), comprende también las pedanías de Huertapelayo y Villar de Cobeta. Perteneciente a la comarca del Señorío de Molina, se encuentra dentro del parque natural del Alto Tajo, del que existe un centro de interpretación en el municipio.

## Geografía

### Territorio
El municipio se encuentra dentro del parque natural del Alto Tajo. El término municipal es atravesado por el río Gallo que desemboca en el río Tajo en el paraje conocido como Puente de San Pedro. También discurren múltiples arroyos que desembocan igualmente en el río Tajo. En el siglo XIX se mencionaban los «buenos montes pinares, carrascales y robledares con enebros y sabinas» existentes en el término.
Dista 39 kilómetros de Molina de Aragón, capital de la comarca del Señorío de Molina-Alto Tajo, a la cual pertenece. La capital de provincia más cercana a Zaorejas es Cuenca, situada a 105 kilómetros. Se encuentra a 119 kilómetros de la capital provincial, Guadalajara, y a unos 175 kilómetros de Madrid.

### Clima
De acuerdo a los datos de la tabla a continuación y a los criterios de la clasificación climática de Köppen modificada Zaorejas tiene un clima de tipo Csb (templado con verano seco y templado).
| Parámetros climáticos promedio de Zaorejas en el periodo 1961-2003 | Parámetros climáticos promedio de Zaorejas en el periodo 1961-2003 | Parámetros climáticos promedio de Zaorejas en el periodo 1961-2003 | Parámetros climáticos promedio de Zaorejas en el periodo 1961-2003 | Parámetros climáticos promedio de Zaorejas en el periodo 1961-2003 | Parámetros climáticos promedio de Zaorejas en el periodo 1961-2003 | Parámetros climáticos promedio de Zaorejas en el periodo 1961-2003 | Parámetros climáticos promedio de Zaorejas en el periodo 1961-2003 | Parámetros climáticos promedio de Zaorejas en el periodo 1961-2003 | Parámetros climáticos promedio de Zaorejas en el periodo 1961-2003 | Parámetros climáticos promedio de Zaorejas en el periodo 1961-2003 | Parámetros climáticos promedio de Zaorejas en el periodo 1961-2003 | Parámetros climáticos promedio de Zaorejas en el periodo 1961-2003 | Parámetros climáticos promedio de Zaorejas en el periodo 1961-2003 |
| Mes | Ene.                                                               | Feb.                                                               | Mar.                                                               | Abr.                                                               | May.                                                               | Jun.                                                               | Jul.                                                               | Ago.                                                               | Sep.                                                               | Oct.                                                               | Nov.                                                               | Dic.                                                               | Anual                                                              |
| --- | ------------------------------------------------------------------ | ------------------------------------------------------------------ | ------------------------------------------------------------------ | ------------------------------------------------------------------ | ------------------------------------------------------------------ | ------------------------------------------------------------------ | ------------------------------------------------------------------ | ------------------------------------------------------------------ | ------------------------------------------------------------------ | ------------------------------------------------------------------ | ------------------------------------------------------------------ | ------------------------------------------------------------------ | ------------------------------------------------------------------ |
| Temp. media (°C) | 2                                                                  | 3.4                                                                | 6.6                                                                | 8.7                                                                | 13.6                                                               | 18.0                                                               | 21.4                                                               | 21.6                                                               | 17.2                                                               | 11.4                                                               | 5.1                                                                | 2.4                                                                | 10.9                                                               |
| Precipitación total (mm) | 86.4                                                               | 83.8                                                               | 81.1                                                               | 75.2                                                               | 76.3                                                               | 65.6                                                               | 24.8                                                               | 20.3                                                               | 57.7                                                               | 87.5                                                               | 68.1                                                               | 93.8                                                               | 820.6                                                              |
| Fuente: Ministerio de Agricultura, Alimentación y Medio Ambiente. Datos de precipitación para el periodo 1961-2003 y de temperatura para el periodo 1968-2003 en Zaorejas |                                                                    |                                                                    |                                                                    |                                                                    |                                                                    |                                                                    |                                                                    |                                                                    |                                                                    |                                                                    |                                                                    |                                                                    |                                                                    |

## Historia
Existe un yacimiento celtibérico en el paraje de los "Linares de la Cañada", con construcciones de planta cuadrangular, defensas o fortificaciones de piedra y lotes de cerámicas. Estos hallazgos permiten reconocer la presencia de las tribus celtíberas y sus últimos ocupantes: los tittos.
Las vías romanas establecidas de Albacete a Zaorejas que se mencionan en Memorias de la Junta Superior de Excavaciones y Antigüedades de 1921. Se concluyó, que Zaorejas correspondía con la antigua mansión romana de Carae (en castellano "mansión" o "casa"). Esto se puede observar en los restos de calzada existentes en sus proximidades pertenecientes a la vía "Laminio-Caesaraugusta" y en el acueducto de piedras labradas de época romana que se conserva en su integridad. Además, Carae sería punto de partida de otra vía secundaria como es "Carae-Segontia".
El Libro de la montería del rey Alfonso XI (siglo XIV) menciona el pago de Vallejos Malos, en las cercanías de Zaorejas.
A mediados del siglo XIX, el lugar contaba con una población censada de 539 habitantes. La localidad aparece descrita en el decimosexto volumen del Diccionario geográfico-estadístico-histórico de España y sus posesiones de Ultramar de Pascual Madoz de la siguiente manera:

ZAOREJAS: v. con ayunt. en la prov. de Guadalajara (16 leg.), part. jud. de Cifuentes (9), aud. terr. de Madrid (26), c. g. de Castilla la Nueva, dióc. de Cuenca (14): sit. en terreno eutre llano, resguardada del embate fuerte de los vientos; goza de clima sano. Tiene 160 casas; la consistorial, edificio notable por su buena arquitectura y solidez, en la cual está la cárcel; escuela de instruccion primaria, frecuentada por 50 alumnos de ambos sexos, á cargo de un maestro dotado con 1,200 rs.; una hermosa fuente de buenas aguas, que brota á 1,000 pasos de la pobl.; corre unas 300 varas por un cauce de piedra, y forma despues una rápida bajada de 230 varas por un encañado de madera, y luego sube por otro de la misma clase, á poca menor altura, dirigiéndose á la plaza pública y llamando este mecanismo la atencion de cuantos lo miran; hay una igl. parr. (Sto. Domingo de Silos) servida por un cura y un sacristan. Confina el térm. con los de Villanueva de Alcoron, Huerta Pelayo, Cuevas-labradas, Villar de Cubeta y Peñalen; dentro de él se encuentran 3 ermitas (Ntra. Sra. de los Remedios, San Pedro y San Bartolomé) é infinidad de fuentes, ademas de la citada; entre ellas una que llaman el Campillo, de finísimas aguas y tan abundantes que á poco trecho de su nacimiento alimentan un molino harinero, 3 batanes y una ferreria; tiene ademas la particularidad de criar abundancia de sabrosísimas truchas que cuando salen de las cuevas donde nace la fuente son negras, y luego se aclaran y tornan del mejor color de las asalmonadas. El terreno, bañado por los arroyos que se forman de sus fuentes y por el r. Tajo en el que desaguan aquellos, es arcilloso y fuerte; hay buenos montes pinares, carrascales y robledares con enebros y sabinas. caminos: los locales y el que conduce de Molina á Cuenca. correo: se recibe y despacha en Molina. prod. cereales, legumbres, leñas de combustible y carboneo; maderas de construccion, y buenos pastos con los que se mantiene ganado lanar, cabrío, vacuno y mular; abunda la caza de perdices, conejos, liebres, jabalies y corzos; y la pesca de ricas truchas, anguilas, loinas y barbos. ind.: los indicados artefactos movidos por la fuente, el carboneo y la estraccion de pez, resina, incienso, aguarrás y trementina. comercio: esportacion del sobrante de frutos, ganado, lana, madera y demás productos de la ind., ó importacion de los art. que faltan. pobl.: 134 vec., 539 almas. cap. prod.: 3.584,000 rs. imp.: 179,200. contr.: 9,370 rs.
(Madoz, 1850, p. 503)

Durante la guerra civil española (1936-1939) hubo dos personas que fueron asesinadas y enterradas al lado del arco romano. Durante las décadas de 1950, 1960 y 1970 Zaorejas sufrió un fuerte éxodo rural, con la consiguiente pérdida de población. Ha pasado de 1453 habitantes en 1950 a 233 en 1991. 
El pueblo es punto de partida de la ruta que emprenden los gancheros de la novela El río que nos lleva (1961), de José Luis Sampedro, transportando madera hasta Aranjuez. En la serie SKAM España (2018), la familia de la protagonista Cristina Soto Peña es oriunda de Zaorejas, donde pasan algunos fines de semana.

## Monumentos
El acueducto romano, conocido popularmente como "El Puente Romano", se encuentra a poco más de un kilómetro al sur del casco urbano. Para llegar hasta él se toma el camino que nace en la plaza Nueva, a la izquierda y siguiendo el sendero, se llega hasta el acueducto romano que salva el barranco de Fuentelengua. No se conoce el motivo de su construcción ya que en Zaorejas no se han encontrado más pruebas de colonización romana; una posibilidad es que el cauce del arroyo de Fuentelengua fuese el que discurría sobre el monumento. Llegó a tener 12 m de altura y contaba con un único ojo bajo el que pasaba una calzada romana. El barranco permitía la conducción de las aguas que manaban de una fuente ubicada en la ladera del paraje de "La Barbarija" hasta el pueblo.

## Economía
La economía está basada en la explotación forestal, la hostelería, la ganadería y la agricultura de secano. En lo referente al turismo rural, existen senderos de gran recorrido (GR-10 y GR-66), además de un Museo de los Gancheros y el centro de interpretación del Alto Tajo. En Zaorejas hay un cuartel de la Guardia Civil.

## Demografía
Zaorejas cuenta con una población de 115 habitantes (INE 2024).
| Gráfica de evolución demográfica de Zaorejas entre 1842 y 2021 |
| |
| Población de derecho según los censos de población del INE Población de hecho según los censos de población del INEEntre el censo de 1970 y el anterior, crece el término del municipio porque incorpora a Huertapelayo Entre el censo de 1981 y el anterior, crece el término del municipio porque incorpora a Villar de Cobeta |

## Fiestas

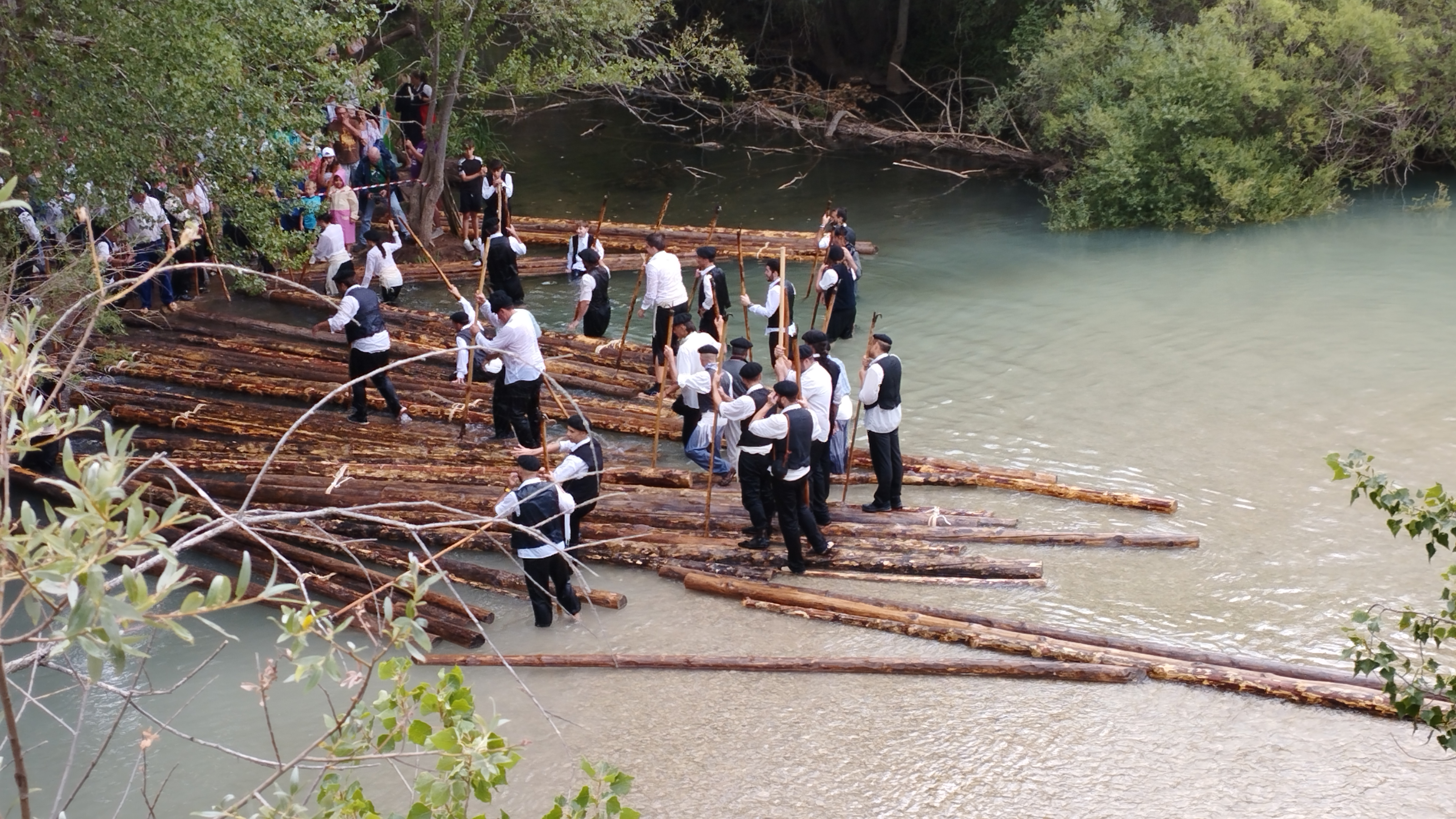
Fiesta de los Gancheros en el Puente de San Pedro

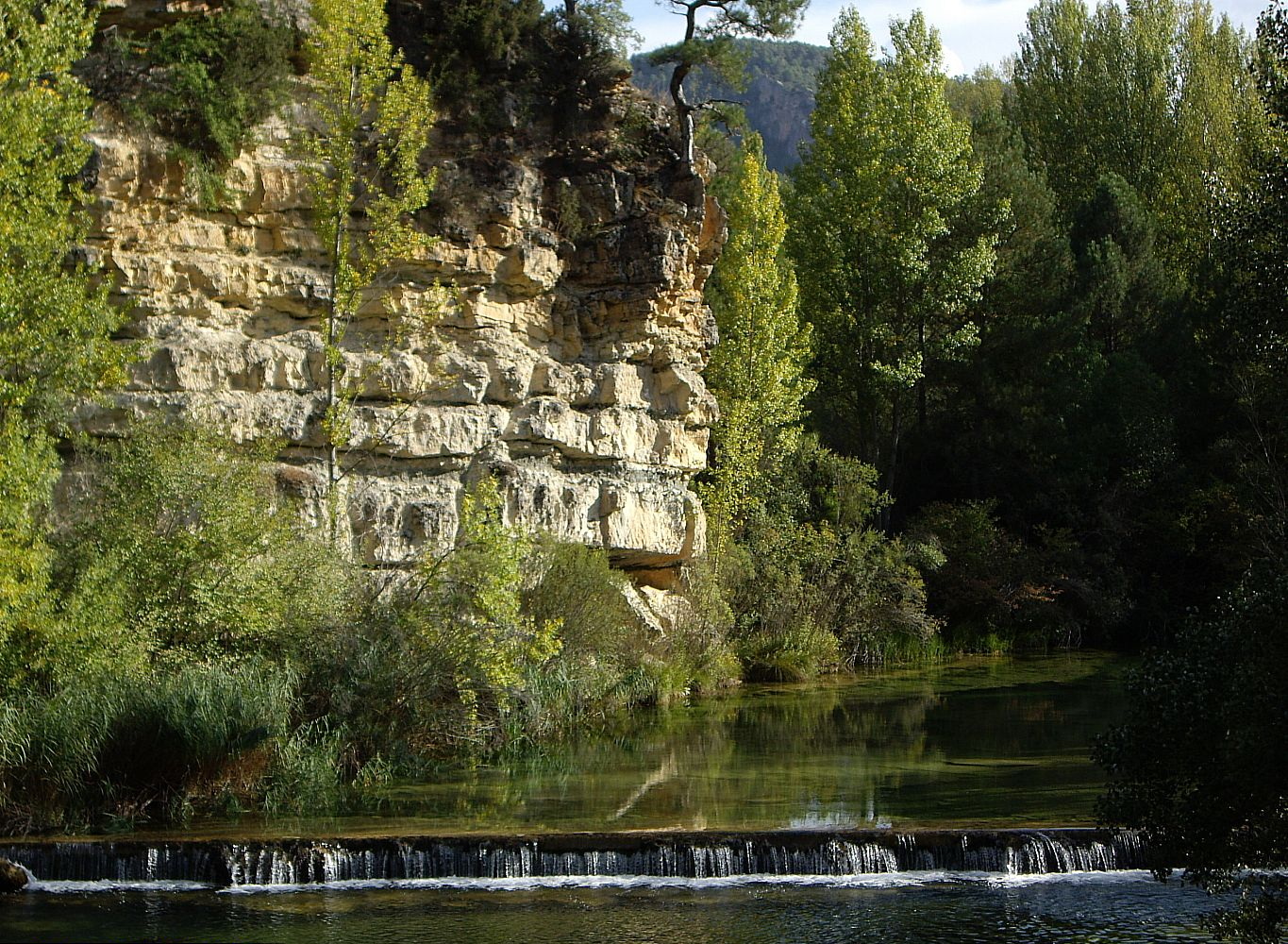
El Alto Tajo en su curso por el término municipal de Zaorejas.

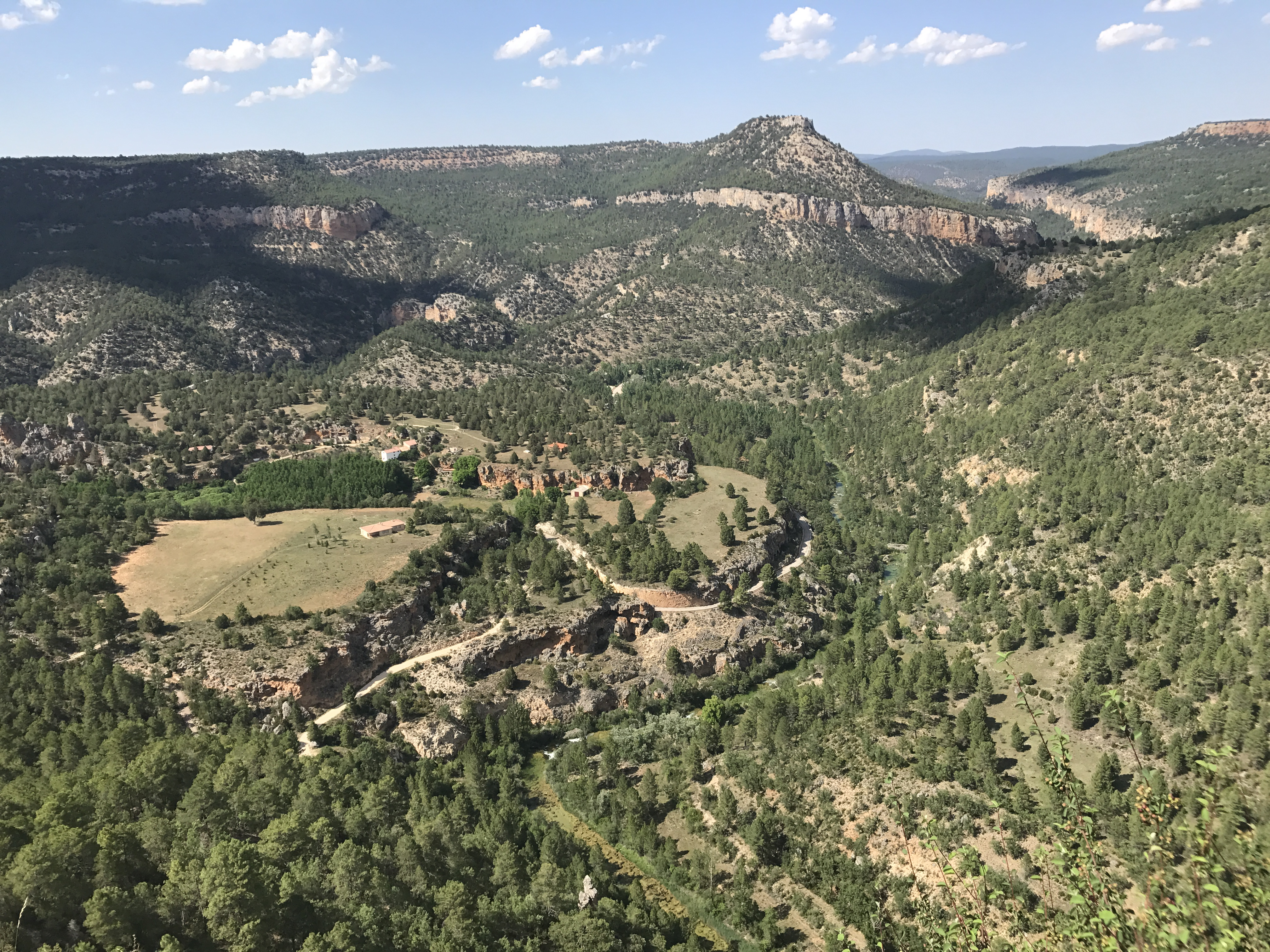
Vistas desde el mirador situado en el término municipal de Zaorejas.

- San Antonio de Padua (13 de junio). Patrón de la localidad, se celebra una misa y una procesión del santo. También, es típico hacer rosquillas en esta fecha tan señalada.
- Fiesta Ganchera del Alto Tajo. Suele celebrarse el último fin de semana de agosto o el primero de septiembre, según el año. Está organizada por la Asociación de Municipios Gancheros del Alto Tajo de la que forman parte los municipios de Poveda de la Sierra, Peñalén, Zaorejas, Taravilla y Peralejos de las Truchas. Cada año se lleva a cabo en un municipio distinto, por lo que en Zaorejas se realiza cada cinco años. Declarada en el año 2007 Fiesta de Interés Turístico Regional, es la fiesta por excelencia del Alto Tajo y consiste en varias demostraciones y representaciones en el Tajo del trabajo llevado a cabo por los gancheros hasta mediados del siglo XX, y que fueron descritas por José Luis Sampedro en su libro El río que nos lleva. Otras actividades incluidas en esta fiesta son los conciertos de música tradicional castellana.
- Fiestas patronales. Se celebran el fin de semana más cercano al día 8 de septiembre, día de la Natividad de Nuestra Señora. Durante estos días, se organizan diversas actividades: bailes con la charanga, juegos para los más pequeños, desfile de peñas, competiciones de frontón y de naipes, verbenas nocturnas con la orquesta y el sábado, como plato fuerte de las fiestas, hay una novillada y una suelta de vaquillas. Por último, el domingo siempre se organiza una comida popular en la plaza del pueblo.
- Día de la Hispanidad. También, cada 12 de octubre, día de la Hispanidad, tiene lugar una comida popular en el ayuntamiento del pueblo y una pequeña orquesta ameniza el resto del día.
- Semana Cultural. A partir de la segunda semana de agosto se lleva a cabo una semana llena de eventos familiares además de diferentes competiciones. Durante esos días, en la plaza del pueblo hay distintas verbenas y el sábado de la semana cultural, hay una fiesta nocturna con la que recaudar fondos para la Comisión de Zaorejas.

## Personas notables
- Juan López de Ayala, miembro de una expedición al Orinoco en el siglo XVI.
- Álvaro Negredo Sánchez, futbolista del Real Valladolid CF, cuyas raíces maternas son de Zaorejas.